# Thomas Liese
Thomas Liese (Sangerhausen, Saxònia-Anhalt, 10 d'agost de 1968) va ser un ciclista alemany, que fou professional entre 1999 i 2005. Era especialista en la contrarellotge. En el seu palmarès destaquen el Campionat nacional de contrarellotge i un campionat del món amateurs de persecució per equips.

## Palmarès en ruta
- 1989
  - 1r a l'Olympia's Tour i vencedor de 2 etapes
- 1990
  - 1r a la Volta a la Baixa Saxònia
  - 1r al Tour de Lieja i vencedor de 2 etapes
- 1994
  - 1r a l'Internationale Ernst-Sachs-Tour
- 1996
  - Vencedor d'una etapa de la Cursa de la Pau
  - Vencedor d'una etapa del Giro del Cap
- 1997
  - Vencedor d'una etapa de la Cursa de la Pau
- 1998
  - 1r a la Rund um die Hainleite
  - 1r a la Volta a Grècia i vencedor de 3 etapes
  - 1r a la Volta a Saxònia i vencedor d'una etapa
  - Vencedor d'una etapa de la Cursa de la Pau
  - Vencedor d'una etapa de la Volta a Turíngia
- 2000
  - 1r a la Volta a Saxònia
  - Vencedor d'una etapa de la Volta a Hessen
- 2001
  -  Campió d'Alemanya de CRI
  - Vencedor d'una etapa del Tour de Normandia
  - Vencedor d'una etapa de la Setmana llombarda
  - Vencedor d'una etapa de la Cursa de la Pau
- 2002
  - Vencedor d'una etapa del Tour de Beauce
- 2003
  - Vencedor d'una etapa de la Volta a Baviera

### Resultats al Tour de França
- 2003. 136è de la classificació general

## Palmarès en pista
- 1985
  -  Campió del món júnior en Persecució per equips, amb Uwe Preissler, Michaël Bock i Steffen Blochwitz
- 1989
  -  Campió del món amateur de persecució per equips, amb Carsten Wolf, Guido Fulst i Steffen Blochwitz
- 1997
  -  Campió d'Alemanya de persecució per equips

### Resultats a laCopa del Món
- 2001
  - 1r a Pordenone, en Persecució